# Ioannis Anastasopoulos

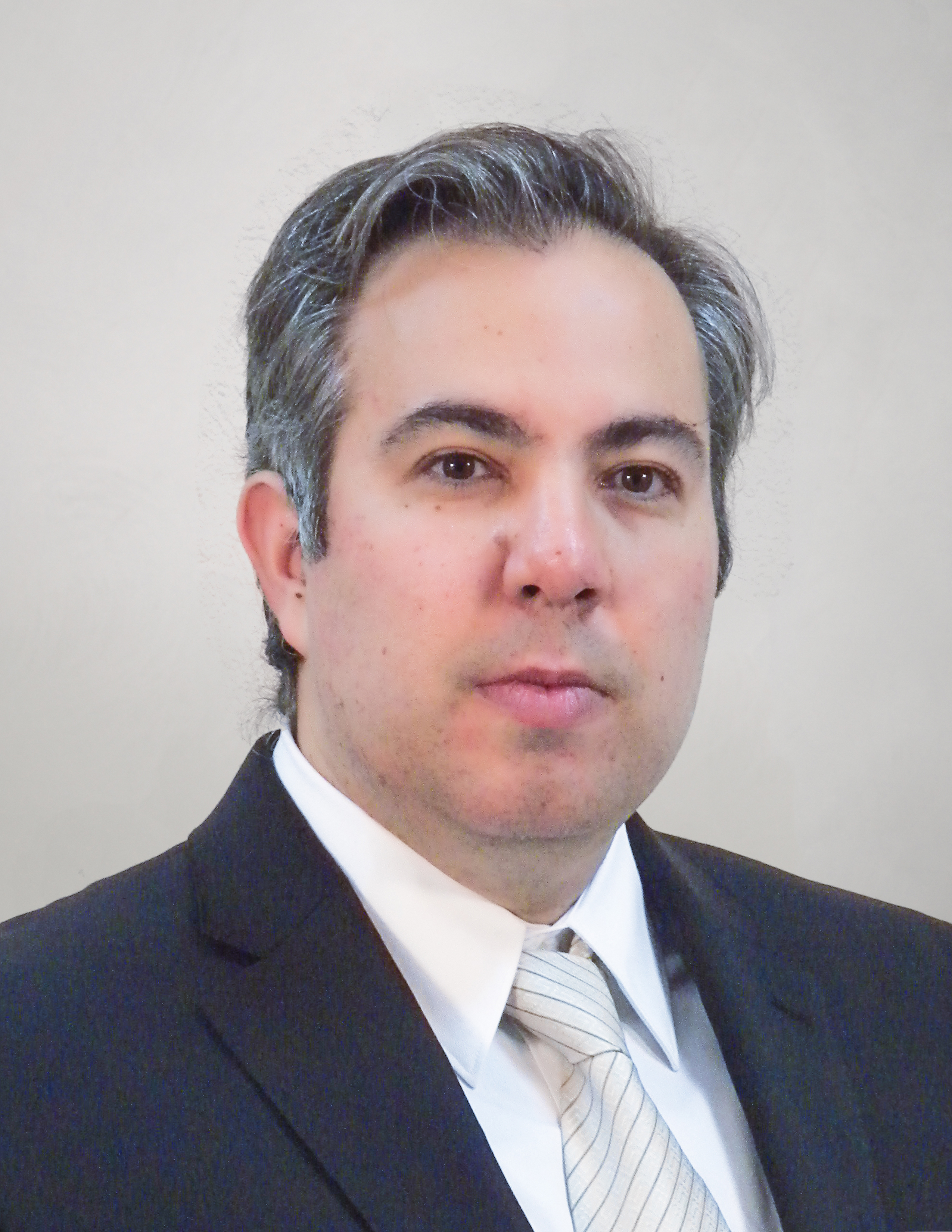
Ioannis Anastasopoulos (2012)

Ioannis Anastasopoulos (* 2. März 1976 in Athen) ist ein griechischer Professor für Geotechnik an der ETH Zürich und Vorsteher des Departements Bau, Umwelt und Geomatik (D-BAUG).

## Leben
Ioannis Anastasopoulos schloss 1999 sein Studium in Bauingenieurwesen an der Nationalen Technischen Universität Athen ab, den Master absolvierte er 2000 an der Purdue University in den USA. 2005 promovierte er an der Nationalen Technischen Universität Athen in Geotechnik. Dort war er von 2005 bis 2013 Laborleiter, Postdoktorand, Lehrbeauftragter und zum Schluss Assistenzprofessor. Anastasopoulos war von 2013 bis 2016 ordentlicher Professor an der School of Science and Engineering der University of Dundee. Seit 2016 ist er ordentlicher Professor für Geotechnik an der ETH Zürich und seit 2023 Vorsteher des Departements für Bau, Umwelt und Geomatik (D-BAUG). In diversen Artikeln gibt Anastasopoulos an, dass das Erdbeben von Kōbe im Jahr 1995 sein Interesse an Geotechnik geweckt hat.

## Forschung
Zu seinen Forschungsinteressen gehören die seismische Bemessung von Pfahlgruppen, die Bemessung von Bauwerken gegen tektonische Verformungen, Tsunamis und Überschwemmungen und deren Auswirkungen auf die Infrastruktur sowie Bodenverflüssigung. Er ist spezialisiert auf geotechnisches Erdbeben-Ingenieurwesen und Boden-Bauwerk-Interaktion, wobei er numerische und experimentelle Methoden kombiniert. Im Geotechnischen Zentrifugenzentrum (GCC) der ETH Zürich, wo Anastasopoulos wissenschaftlicher Leiter ist, können entsprechende experimentelle Simulationen durchgeführt werden, denn das Zentrum umfasst die größte geotechnische Zentrifuge (500gton) Europas mit u. a. einem hochmodernen Erdbebensimulator oder einer vielzahl von Aktuatoren, Werkzeugplattformen und hochspezialisierten Geräten und Sensoren. Durch die Zentrifuge wird eine künstliche Gravitation erzeugt, die es erlaubt, Simulationen von Ereignissen wie Erdbeben mit kleinen Modellbauten durchzuführen, diese jedoch realitätsnah nachgestellt werden.
Anastasopoulos war als Berater an einer Vielzahl Projekte in Europa sowie in den USA und dem Nahen Osten beteiligt. Seine Beratungstätigkeit reicht von der Planung von Pfahl-Rahmen-Kombinationen für hohe Gebäude/Türme, über spezielle seismische Entwürfe für den Neubau und die Nachrüstung bestehender Brücken, Stützwände, U-Bahn-Stationen und Tunnel, bis hin zu Hafenkais und speziellen Entwürfen zum Schutz vor verformungsbedingten Störungen.

## Auszeichnungen
Anastasopoulos ist Gewinner des Shamsher Prakash Research Award 2012 und der erste Empfänger des Young Researcher Award in Geotechnical Earthquake Engineering der International Society for Soil Mechanics and Geotechnical Engineering. 2021 wurde er in den Vorstand der International Association for Earthquake Engineering (IAEE) gewählt und seit 2022 ist er Vorsitzender des TC104 on Physical Modelling der International Society for Soil Mechanics and Geotechnical Engineering (ISSMGE). Seit 2024 ist er Chefredaktor der internationalen Zeitschrift Soil Dynamics and Earthquake Engineering.

## Veröffentlichungen (Auswahl)
- Anastasopoulos I., Gazetas G., Loli M., Apostolou M, Gerolymos N. (2010). Soil Failure can be used for Earthquake Protection of Structures, Bulletin of Earthquake Engineering, 8(2), S. 309–326, DOI: 10.1007/s10518-009-9145-2.
- Agalianos A., Korre E., Abdoun T., Anastasopoulos I. (2021), Surface foundation subjected to strike-slip faulting on dense sand: centrifuge testing versus numerical analysis, Géotechnique, DOI: 10.1680/jgeot.21.00083.
- Ciancimino A., Jones L., Sakellariadis L., Anastasopoulos I., Foti S. (2021). Experimental assessment of the performance of a bridge pier subjected to flood induced Scour, Géotechnique DOI: 10.1680/jgeot.20.P.230.
- Kassas K., Adamidis O. and Anastasopoulos I. (2022). Structure-Soil-Structure Interaction (SSSI) of adjacent buildings with shallow foundations on liquefiable soil, Earthquake Engineering and Structural Dynamics, DOI: 10.1002/eqe.3665.
- Sakellariadis L., Anastasopoulos I. (2022) On the Mechanisms Governing the Response of Pile Groups Under Combined VHM Loading, Géotechnique DOI: 10.1680/jgeot.21.00236.
- Jones L., Anastasopoulos I. (2023). Bearing capacity of Breakwater subjected to Tsunami–induced scour, Journal of Geotechnical and Geoenvironmental Engineering, ASCE, DOI: 10.1061/JGGEFK.GTENG-11142.
- Kanellopoulos C., Rangelow P., Jeremic B., Anastasopoulos I., Stojadinovic B. (2023). Dynamic Structure-Soil-Structure Interaction for Nuclear Power Plant, Soil Dynamics and Earthquake Engineering, 181, 108631, DOI: 10.1016/j.soildyn.2024.108631.
- Antoniou M., Gelagoti F., Herzog R., Kourkoulis R., Anastasopoulos I. (2024). Offshore foundations in low-plasticity cohesive soils: Cyclic degradation experimental evidence and simplified numerical analysis, Ocean Engieering, 292, 116495, DOI: 10.1016/j.oceaneng.2023.116495.